# Бетелн
Бетелн (њем. Betheln) општина је у њемачкој савезној држави Доња Саксонија. Једно је од 40 општинских средишта округа Хилдесхајм. Према процјени из 2010. у општини је живјело 1.049 становника. Посједује регионалну шифру (AGS) 3254007.

## Географски и демографски подаци
Бетелн се налази у савезној држави Доња Саксонија у округу Хилдесхајм. Општина се налази на надморској висини од 125 метара. Површина општине износи 17,6 km².

## Становништво
У самом мјесту је, према процјени из 2010. године, живјело 1.049 становника. Просјечна густина становништва износи 60 становника/km².